# Полдень (сериал)
«Полдень» — будущий российский фантастический сериал режиссёра Клима Козинского, экранизация повести братьев Стругацких «Жук в муравейнике». Главные роли в нём играют Максим Матвеев, Юрий Колокольников, Леонид Ярмольник и Юлия Снигирь. Съёмки начались в июле 2025 года.

## Сюжет
Литературной основой сценария стала повесть братьев Стругацких «Жук в муравейнике». Действие происходит в 2278 году. Прогрессор Лев Абалкин прерывает свою миссию на планете Надежда и возвращается на Землю с неясной целью. Глава Комиссии по контактам с внеземными цивилизациями Рудольф Сикорски поручает Максиму Каммереру найти Абалкина и выяснить, что связывает его со сверхцивилизацией странников.

## В ролях
- Максим Матвеев — Лев Абалкин
- Юрий Колокольников — Максим Каммерер
- Леонид Ярмольник — Рудольф Сикорский
- Юлия Снигирь — Майя

## Создание и релиз
Съёмки сериала начались в июле 2025 года. Производством занимаются компания «Медиаслово», онлайн-кинотеатры Kion и Okko при поддержке Института развития интернета (АНО «ИРИ»). Режиссёром стал Клим Козинский, сценарий написала Маруся Трубникова.
Известно, что сериал будет включать шесть эпизодов, которые выйдут в онлайн-кинотеатрах Kion и Okko.